# كيث ر. بلاكويل
كيث ر. بلاكويل (بالإنجليزية: Keith R. Blackwell)‏ هو محامي وقاضي أمريكي، ولد في 4 يوليو 1975 في مقاطعة تشيروكي في الولايات المتحدة.